# 岩国市立灘中学校
岩国市立灘中学校（いわくにしりつなだちゅうがっこう）は、山口県岩国市にある岩国市立の中学校。

## 沿革
- 1947年（昭和22年）5月1日 - 開校名称を岩国市立灘中学校とする
- 1949年（昭和24年）11月 - 旧校舎完成
- 1961年（昭和36年）3月 - 第一期工事終了
- 1962年（昭和37年）3月 - 第二期工事終了、移転完了
- 1965年（昭和40年）3月 - 体育館完成
- 1968年（昭和43年）7月 - プール完成
- 1980年（昭和55年）3月 - 校舎防音改造工事完了
- 1986年（昭和61年）3月 - 校舎周辺・裏庭の舗装
- 1987年（昭和62年）5月 - 開校40周年記念校舎側斜面緑化造園
- 1991年（平成3年）2月 - PC（コンピューター）教室開設
- 1997年（平成9年）5月 - 開校50周年記念式典挙行（校門門柱・校訓碑建立）
- 2007年（平成19年）12月 - 開校60周年記念式典挙行（舞台幕取替）

## 校区
- 岩国市立灘小学校
- 岩国市立中洋小学校

## 著名な卒業生
- 藤野オリエ - 女子プロゴルファー
- 松林慎司 - 俳優

## 交通
- JR山陽本線藤生駅より徒歩約7分。